# Manuel Garza Aldape
Manuel Garza Aldape (Múzquiz, Coahuila, 8 de abril de 1871 - Ciudad de México, 28 de febrero de 1924) fue un abogado, político y diplomático mexicano.

## Biografía
Nació en Múzquiz, Coahuila, el 8 de abril de 1871 y bautizado en la Iglesia de Santa Rosa de Lima el 25 del mismo mes, siendo hijo de José María Garza Elizondo y de Catarina Aldape. Estudió la carrera de abogado y ejerció su profesión en la Ciudad de México. En 1893, en su estado natal, participó como integrante del Club Central Juan Antonio de la Fuente, fundado para apoyar la candidatura de Miguel Cárdenas contra José María Garza Galán, en su reelección al gobierno de Coahuila.
En 1909, siendo simpatizante de Bernardo Reyes, apoyó al Club Reyista; en ese mismo año intervino en distintos eventos de orden político, tales como la convención nacional del Club Reeleccionista y la del Círculo Nacional Porfirista; como delegado por Coahuila a la convención reeleccionista, favoreció la candidatura de Ramón Corral. Asimismo, en 1909 fue diputado al Congreso de la Unión.
Formaba parte del grupo conspirador de Félix Díaz y Bernardo Reyes. Fue secretario de Instrucción Pública y Bellas Artes, en el gobierno de Victoriano Huerta (14 de junio al 11 de agosto de 1913), posteriormente estuvo encargado del despacho de Relaciones Exteriores y secretario de Fomento (hoy Secretaria de Economía), y Gobernación, así como del Ministerio de Agricultura del que fue su primer titular de acuerdo al Pacto de la Ciudadela en el cual se acuerda el golpe de Estado contra Francisco I. Madero.
En agosto de 1913, cuando ocupó el cargo de canciller, comunicó una nota a John Lind, enviado especial del presidente norteamericano Woodrow Wilson, que en caso de no reconocer su país al régimen huertista, sería mal vista su presencia en México. Dos meses después, siendo secretario de Gobernación, aconsejó a Victoriano Huerta para que clausurara la Legislatura Federal.
Después de tener serios desacuerdos con Victoriano Huerta, tuvo que dejar México y se embarcó rumbo a París en el cual vivió hasta 1914 cuando se mudó a Maine y después Nueva York, donde estuvo trabajando para Curtis, Mallet-Prevost, Colt & Mosle hasta 1924, año en que finalmente volvió a la Ciudad de México, donde murió el 28 de febrero de 1924.